# Центральный авторемонтный завод № 172
Центральный авторемонтный завод № 172 (ОАО 172 ЦАРЗ) министерства обороны Российской Федерации — завод, располагавшийся в городе Воронеже, и производивший автомобили и специальную технику военного назначения. Действовал с 1945 по 2021 годы. Закрыт в результате банкротства.

## История
История 172 ЦАРЗ начинается во время Великой Отечественной войны, 3 мая 1942 года, когда в Москве при АРЗ № 3 Московского военного округа основывается Отдельный ремонтно-восстановительный батальон 309. Находясь в подчинении у Брянского, а затем и 2-го Украинского фронтов, ОРВБ к концу войны оказался в ведении 6-й армии на территории Германии. В конце июля 1945 года по приказу Генштаба он был передислоцирован в Воронеж в подчинение Воронежскому военному округу, где с 1 сентября 1945 года был основан как 70-й автомобильно-ремонтный завод ВВО. С этого момента завод начинает свою работу на нынешней улице Димитрова, в зданиях, где в свою очередь ранее располагалась авторемонтная мастерская № 32.
Первой продукцией завода стали отремонтированные автомобили ЗИС-5, ГАЗ-АА а также ленд-лизовские автомобили американского производства: Dodge, Chevrolet, Willys и др., работавшие ранее на фронте. Из-за отсутствия нормальных ангаров для ремонта машины ремонтировались фактически под открытым небом с участием передвижных ремонтных мастерских.
Во второй половине 40-х годов завод своими силами строит новые корпуса, однако после постройки принято решение о ликвидации Воронежского военного округа, а вместе с ним АРЗ № 70. На его место приходит Тамбовская САРМ № 87 и получает имя уже ЦАРЗ № 172 Московского военного округа.
С 1952 года ЦАРЗ № 172 осваивает капитальный ремонт ГАЗ-51, ГАЗ-63 и ГАЗ-93 и их двигателей, а с 1956 года — двигателей ЗИС-120.
В 1958 году на заводе началась реконструкция помещений под изготовление и капитальный ремонт автобусов АС-3 и АШ-3, а со следующего года 172-й ЦАРЗ приступил к ремонту автобусов АП-4, АС-3 и АШ-2 — всего их было построено за 1959 год 64 единицы
В 1965 году был построен новый корпус деревообрабатывающего цеха, что позволило ремонтировать автобусы по 500—700 шт. в год.
Всего на заводе был изготовлен 2941 кузов типов «АП», «АШ» и «АС».
В апреле 1960 года завод становится Центральным и переходит из окружного подчинения в ведение Главного автомобильного управления (ГЛАВТУ) МО СССР.
В 1967 году начинается производство специальных автобусов 38АС, разработанных в городе Бронницы 38-м Опытным заводом ГЛАВТУ . Автобусы предназначались для перевозки военнослужащих, а также могли быть использованы в качестве штабных или санитарных, для чего имелись дополнительные комплекты салонов. Под новое производство был выделен небольшой участок, а уже в 1970 году пущена в строй первая очередь нового автобусного корпуса общей площадью 1838 м2.
В процессе освоения производства цельнометаллических автобусов предпринимались попытки модернизировать бронницкую конструкцию: были изготовлены опытные образцы АМС-38 и 38АСМ, отличавшиеся внешне от серийных автобусов другим оформлением передка. В чем же заключалась принципиальная модернизация, сказать трудно — на сегодняшний день документов на сей счет пока не найдено. Однако как бы там ни было, в серию все эти варианты не пошли, и базовый 38АС выпускали с небольшими изменениями более 15 лет.
Нужно отметить, что 172-й ЦАРЗ фактически не выпускал в советское время автомобили собственной разработки, а работал по конструкторско-технической документации 38го завода, так как бронницкий завод являлся головным разработчиком практически всей автомобильной техники для заводов ГЛАВТУ. В частности по его проекту в 1970 году на воронежском предприятии начато серийное производство санитарных автомобилей АС66. Они представляли собой автомобили-фургоны с бескаркасным кузовом типа «К66» на шасси ГАЗ-66-05. Санитарные автомобили стали одним из основных видов продукции, их выпускали массово вплоть до последнего времени. Они могли перевозить больных и раненых в различных вариантах размещения: на носилках — 9 чел., сидя — 4; на носилках — 6 чел., сидя — 7 или только сидя — 15 чел. Модификация санитарной машины с воздушно-фильтрационной установкой ФВУА и более мощным отопителем салона, выпускавшаяся параллельно с базовой моделью, получила наименование «АС-66М». В 1978 году на смену АС-66 пришли модернизированные санитарные автомобили АС66М-01. Они базировались на шасси ГАЗ-66-04 и имели кузов с тремя боковыми окнами вместо двух. Хотя и комплектация санитарного оборудования несколько поменялась, варианты размещения в салоне остались прежними.
Несмотря на возможность выпуска собственных цельнометаллических кузовов, при изготовлении санитарных автомобилей АС66 использовались покупные бескаркасные кузова К66, которые были заложены в первоначальном проекте 38-го завода. Похожим образом выпускались с 1972 года и мастерские технического обслуживания МТО-АТ в бескаркасных кузовах типа «К131» на шасси ЗИЛ-131. Но в отличие от МТО-АТ, которых было изготовлено немного, АС66 были одним из основных видов продукции, и покупка кузовов под них у сторонних производителей (Шумерлинский КАФ и Гомельский ДОК) не позволяла полноценно использовать собственные мощности.
В результате этого, свое кузовное производство оставалось задействовано лишь при изготовлении автобусов 38АС, и 172-й завод добился в 1974 году заказа на изготовление десантных спецавтомобилей КМ66ДС и КМ66ДС1 на базе ГАЗ-66. Эти автомобили уже имели собственный цельнометаллический кузов. Они предназначались под монтаж различного оборудования: от передвижных мастерских (МРС-ДАТ) до радиостанций (Р-141). Для десантирования, и в целях соответствия параметрам авиатранспортабельности, крышу кабины у ГАЗ-66 на предприятии срезали, устанавливая брезентовый тент и складное ветровое стекло.
В 1967—1968 годах завод освоил ремонт автомобилей ГАЗ-53 и ГАЗ-66, а в 1972 году на предприятии была пущена линия по капитально-восстановительному ремонту автомобилей Брянского автозавода: ЗИЛ-135ЛМ, БАЗ-5937
Такая производственная программа сохранялась на предприятии вплоть до 1985 года, когда начался выпуск автобусов повышенной проходимости АПП-66. Эта модель, также разработанная в Бронницах, концептуально представляла собой глубокую модернизацию автобуса 38АС — кузов вагонного типа с алюминиевой обшивкой, установленный на шасси ГАЗ-66-04. В декабре 1984 года АПП-66 прошел испытания в 21-м НИИИ и был принят на снабжение Вооруженных сил, а с начала следующего года он пошел в серию. Но должной заменой «ветерану» этот автобус не стал: за 2 года было изготовлено всего около 600—700 автобусов. Причина оказалась достаточно банальной: АПП-66 как универсальный войсковой автобус обходится бюджету Минобороны слишком дорого, и назрела необходимость в поиске нового объекта производства. Было принято решение пойти по пути, свойственному для ведомственных предприятий тех лет, а именно: заменить полноценный автобусный кузов (при сохранении базового шасси) на фургон с пассажирским салоном. Таким образом, завод по линии Министерства получил от Нефтекамского завода автосамосвалов комплект документации и оснастку на транспортное средство ТС-39641 на шасси ГАЗ-66-11. Эти вахтовки и сменили на конвейере в 1987 году автобусы АПП-66.
Дальнейшее развитие предприятия шло уже на фоне развала страны, тотального сокращения оборонного заказа и начала выпуска гражданских видов продукции. Если в 1989 году еще осваивали выпуск военной продукции (эвакуационные тягачи КЭТ-Т на шасси КЗКТ-537Г, ремонт автомобилей БАЗ-5938, −5939, −5921, −5922), то уже в 1990 году были организованы ремонт КАМАЗов и производство легковых прицепов ВАРЗ-500, которые придержали 172-й ЦАРЗ в 90-е годы от банкротства. Неплохим подспорьем в этом смысле стали и «вахтовки» ТС-39641, которые все меньше интересовали МО РФ и все больше — сторонние организации. Продолжая развивать это направление, на заводе по заказу коммунальных и дорожных служб области изготавливают грузопассажирские варианты ТС-39641 с различной планировкой салона и грузового отсека, причем некоторые образцы изготавливались даже на шасси ГАЗ-53-12 и ГАЗ-3307.
В 1994 году завод получил материальные ценности и оборудование с завода «Прогресс», эвакуированного из Кёнигс-Вустерхаузена при уходе ГСВГ из Германии.
Уже после распада СССР ключевым для завод становится 1996 год. В это время в производстве появляется сразу несколько новых моделей. Первая — санитарный автомобиль АС66-01МП на шасси ГАЗ-66-11, предназначенный для эвакуации 13 больных и раненых. Он оснащался кузовом, унифицированным с «вахтовкой» ТС-39641, но отличавшимся задними распашными дверьми и отсутствием боковой, и был аналогичен по комплектации с ранее выпускающимися машинами АС66М01. Вторая новинка года — вахтовый автобус на шасси КАМАЗ. Первый опытный образец ТС-49641 был построен в начале 1996 года и уже весной проходил приемочные испытания.
Летом 1996 года транспортные средства производства ФГУП «172 ЦАРЗ» получают обозначения в соответствии с отраслевым стандартом: на шасси ГАЗ-66-11 — «3283-0000010»; на шасси КамАЗ-4310 — «4221-0000010». Позже к семейству «транспортных средств» добавился вариант ТС-4221 на шасси «Урал-43203».
В начале 2000-х годов, расширяя ассортимент продукции, завод по указанию Минобороны освоил производство пожарных автоцистерн АЦ-40(43202)-ЯКПМ7101. Эти машины распределялись в основном по ведомственным пожарным частям и не были предназначены для работы в "гражданских" условиях. 
В 2003 году выходят в свет первые образцы автомобилей медицинской эвакуации АС66-02МП на шасси «Урал-43206» (4х4), аналогичные по кузову медицинским автомобилям на шасси на тот момент уже устаревших ГАЗ-66 для их замены в связи со снятием с производства, и отказом от них Минобороны.
В 2003 году в линейке вахтовых машин появилась модификация ТС-4221-01 (ВМ-4320), которая отличалась от прежних транспортных средств наличием запасного выхода не в задней стенке, а сбоку, в свесе кузова.
В последующем 172-й завод активно брался за любые новые проекты и заказы. В этот период были изготовлены партии топливозаправщиков на шасси КАМАЗ и «Урал», автомобили-самосвалы на шасси полноприводных КАМАЗов, ассенизационные машины АС на шасси ГАЗ-3307 и др. Так, в 2006 году для ОАО «РЖД» на 172-м ЦАРЗе изготовили несколько путеремонтных передвижных мастерских ПЛ-42211 на шасси КАМАЗ-43114. Они оснащались кузовом с внутренней перегородкой (с дверью), разделявшей пассажирский салон на 15 чел. и грузовой отсек, в котором находился верстак и шкафы для инструмента. Фактически, это были последние «вахтовки», изготовленные в Воронеже, если не считать разовых заказов.
В 2008 году производство вахтовых кузовов было прекращено полностью — демонтирована поточная линия. Вместо этого завод планировал увеличить мощность по выпуску прицепов к легковым автомобилям и капитальному ремонту КАМАЗов, но наступивший кризис сильно ударил по этим планам. И хотя кризисные явления затянулись в связи с тем, что завод стал независимым от Министерства обороны, и предприятие специализировалось впоследствии на капитальном ремонте отечественных автомобилей различных марок и их агрегатов, однако выполнялись и госзаказы от Минобороны по выпуску тягачей-эвакуаторов КТ-ЛМ на шасси «Урал», ремонту шасси БАЗ. Но основным направлением по-прежнему оставалось производство прицепов.
В 2010-е годы завод продолжает свою деятельность. Например на заводе создается российско-итальянское совместное производство по сборке автомобилей Iveco LMV M65, однако после 57 собранных единиц техники по решению вице-премьера Рогозина в 2012 году производство переносится на КАМАЗ, а 172 завод перепрофилирован в сервисный центр по ремонту узлов и агрегатов Западного военного округа
С 2020 года на заводе вводится процедура банкротства. Задолженность перед различными кредиторами составляет 270 миллионов рублей. Происходит постепенное сокращение работников. В июле продан участок на улице Витрука, на котором располагалась готовая продукция.
С 2021 года завод прекратил свою деятельность. В настоящее время на территории завода работают производства других компаний.
Летом 2025 года проводится аукцион по продаже оставшегося имущества 172 ЦАРЗ. 

## Продукция и услуги

### Продукция
- Услуги по ремонту бронированной техники
- Услуги по ремонту автомобильной и инженерной техники
- Услуги по техническому обслуживанию автомобильной техники
- Автобусы и специальные автомобили на базе ЗиЛ, ГАЗ, КамАЗ, Урал, УАЗ
- Бронированный автомобиль IVECO модификации 65E19WM (LMV)
- Автомобили и специализированные колесные шасси
- Автомобильный прицеп ВАРЗ-500
- Проектирование и изготовление штампов[8]